# Konstantin Jurjewitsch Klimow
Konstantin Jurjewitsch Klimow (russisch Константин Юрьевич Климов; * 30. April 1951 in Moskau, Russische SFSR; † 8. Januar 1982 ebenda) war ein sowjetischer Eishockeyspieler.

## Karriere
Klimow begann seine Karriere im Jahr 1967 beim HK Spartak Moskau. Zwischen 1973 und 1976 spielte er bei Krylja Sowetow Moskau. Die Saison 1976/77 verbrachte Klimow bei SKA Leningrad, bevor er zu Krylja zurückkehrte. 
Die sowjetische Meisterschaft gewann er 1974, 1975 folgte die Vizemeisterschaft.
Konstantin Klimow starb am 8. Januar 1982 bei einem Autounfall. Er wurde auf dem Kusminskoje-Friedhof in Moskau beigesetzt.

### International
1969 und 1970 nahm er mit der sowjetischen U19-Nationalmannschaft an einem internationalen Turnier teil, das als inoffizielle erste Junioren-Europameisterschaft gilt. 1974 stand Klimow im Rahmen der Summit Series 1974 gegen Kanada für die Sbornaja auf dem Eis.

## Erfolge und Auszeichnungen
| - 1974 Sowjetischer Meister mit Krylja Sowetow Moskau - 1970 Sowjetischer Pokalsieger mit Spartak Moskau - 1971 Sowjetischer Pokalsieger mit Spartak Moskau - 1974 Sowjetischer Pokalsieger mit Krylja Sowetow Moskau | - 1968 Sowjetischer Vizemeister mit Spartak Moskau - 1970 Sowjetischer Vizemeister mit Spartak Moskau - 1973 Sowjetischer Vizemeister mit Spartak Moskau - 1975 Sowjetischer Vizemeister mit Krylja Sowetow Moskau |